# Amata higginsi
Amata higginsi là một loài bướm đêm thuộc phân họ Arctiinae, họ Erebidae.